# Christina Ochoa
Christina Ochoa (ur. 25 stycznia 1985 w Barcelonie) – hiszpańska aktorka, producentka filmowa, biolog i popularyzatorka nauki. Krewna Severo Ochoi.

## Filmografia

### Filmy
| Rok  | Tytuł                   | Rola              | Uwagi                           |
| ---- | ----------------------- | ----------------- | ------------------------------- |
| 2009 | Contáct@me              | Gabriela          | film TV                         |
| 2011 | Stay with Me            | Andrea            | krótkometrażowy też producentka |
| 2015 | Cats Dancing on Jupiter | Jennifer          |                                 |
| 2020 | (home)Schooled          | Aurelia           | film TV                         |
| 2022 | MVP                     | Tracy Phillips    |                                 |
| 2022 | Boon                    | Emilia Fitzgerald |                                 |

### Seriale
| Rok       | Tytuł                      | Rola              | Uwagi                   |
| --------- | -------------------------- | ----------------- | ----------------------- |
| 2011      | I Hate My Teenage Daughter | Dominique         | 1 odc.                  |
| 2012      | Współczesna rodzina        | Nurse             | 1 odc.                  |
| 2014      | Matador                    | Karen Morales     | 5 odc.                  |
| 2016-2022 | Królestwo zwierząt         | Renn Randall      | rola drugoplanowa       |
| 2017      | Blood Drive                | Grace D'Argento   | w gł. obsadzie, 13 odc. |
| 2017–2018 | Valor                      | Nora Madani       | w gł. obsadzie, 13 odc. |
| 2018–2019 | A Million Little Things    | Ashley Morales    | w gł. obsadzie, 13 odc. |
| 2022      | Promised Land              | Veronica Sandoval | w gł. obsadzie, 10 odc. |